# Constant Tourné
Constant Tourné –conhecido como Stan Tourné– (Willebroek, 30 de dezembro de 1955) é um desportista belga que competiu no ciclismo na modalidade de pista, especialista nas provas de meio fundo; ainda que também disputou carreiras de rota.
Ganhou quatro medalhas no Campeonato Mundial de Ciclismo em Pista entre os anos 1977 e 1986.

## Medalheiro internacional
| Campeonato Mundial | Campeonato Mundial                 | Campeonato Mundial | Campeonato Mundial |
| Ano                | Lugar                              | Medalha            | Competição         |
| ------------------ | ---------------------------------- | ------------------ | ------------------ |
| 1977               | San Cristóbal ( Venezuela)         | Medalha de ouro    | Pontuação (A)      |
| 1980               | Besançon ( França)                 | Medalha de ouro    | Pontuação (P)      |
| 1984               | Barcelona ( Espanha)               | Medalha de bronze  | Meio fundo (P)     |
| 1986               | Colorado Springs ( Estados Unidos) | Medalha de prata   | Meio fundo (P)     |
| 1986               | Colorado Springs ( Estados Unidos) | DSC                | Meio fundo (P)     |

## Palmarés
- 1977

 Campeão do Mundo de Pontuação amador
- 1980

 Campeão do Mundo de Pontuação amador
- 1981

 Campeão da Bélgica de Omnium
- 1983

1.º nos Seis dias de Antuérpia (com René Pijnen)
- 1985

1.º nos Seis dias de Gante (com Etienne De Wilde)
1.º nos Seis dias de Paris (com Etienne De Wilde)
- 1987

Campeão da Europa de Derny
 Campeão da Bélgica de Derny
- 1988

Campeão da Europa de Derny
1.º nos Seis dias de Antuérpia (com Etienne De Wilde)
1.º nos Seis dias de Colónia (com Etienne De Wilde)
- 1989

1.º nos Seis dias de Gante (com Etienne De Wilde)
- 1991

Campeão da Europa de Derny
- 1992

1.º nos Seis dias de Antuérpia (com Jens Veggerby)